# تحلیل خطا (زبان‌شناسی)
در زبان‌شناسی، تحلیل خطا رویکردی به بررسی خطاهای فردی که زبانی را می‌آموزد، برای پی بردن به این است که خطاهای زبان‌آموز هنگام یادگیری چه هستند و در چه مرحله‌ای زبان‌آموزان خطاهای مشخصی را مرتکب می‌شوند. لری سلینکر (۱۹۷۲) این مرحله فراگیری میانی زبان را زبان بینابینی (به انگلیسی: Interlanguage) نامید.

### کتابشناسی
- Lightbown, P.; Spada, N. M. (2013). How languages are learned. Oxford: Oxford University Press.